# Аджагун, Абдул
Абдул Джилил Аджагун (англ. Abdul Jeleel Ajagun; род. 10 февраля 1993, Порт-Харкорт) — нигерийский футболист, полузащитник клуба «Аль-Фейсали».

## Клубная карьера
Аджагун — воспитанник клуба «Долфинс». В 2011 году он помог команде выиграть чемпионат. Летом 2013 года Аджагун перешёл в греческий «Панатинаикос». 15 сентября в матче против «Платаньяса» он дебютировал в греческой Суперлиге. В этом же поединке Абдул забил свой первый гол за «Панатинаикос». В 2014 году он помог клубу завоевать Кубок Греции. 6 ноября в матче Лиги Европы против нидерландского ПСВ Абдул отметился забитым мячом. В начале 2016 года Аджагун был отдан в аренду в «Левадиакос». 31 января в матче против «Астераса» он дебютировал за новую команду.
Летом 2016 года Аджагун был арендован нидерландской «Родой». 13 августа в матче против «Аякса» он дебютировал в Эредивизи. 20 ноября в поединке против АЗ Абдул забил свой первый гол за «Роду».
Летом 2017 года Аджагун перешёл в бельгийский «Кортрейк». 29 июля в матче против «Шарлеруа» он дебютировал в Жюпиле лиге. 16 сентября в поединке против «Андерлехта» Абдул забил свой первый гол за «Кортрейк». В начале 2019 года Аджагун на правах аренды перешёл в кипрскую «Омонию». 13 января в матче против «Аполлона» он дебютировал в чемпионате Кипра. По окончании аренды Аджагун вернулся в «Кортрейк».

## Международная карьера
В 2009 году Аджагун в составе юношеской сборной Нигерии стал серебряным призёром домашнего чемпионата мира. На турнире он сыграл в матчах против команд Германии, Гондураса, Аргентины, Новой Зеландии, Южной Кореи, Испании и Швейцарии. В поединках против гондурасцев и корейцев Абдул забил по голу.
В 2011 году Ажагун в составе сборной Нигерии до 20 лет принял участие в молодёжном чемпионате мира в Колумбии. На турнире он сыграл в матчах против команд Гватемалы, Хорватии, Саудовской Аравии, Англии и Франции. В поединке против гватемальцев Абдул забил гол.
В 2013 году Аджагун в составе сборной Нигерии до 20 лет принял участие в молодёжном чемпионате мира в Турции. На турнире он сыграл в матчах против команд Португалии, Уругвая, Кубы и Южной Кореи. В поединках против кубинцев и португальцев Абдул забил 3 гола. На этом турнире он был капитаном команды.

## Достижения
«Долфинс»
- Победитель чемпионата Нигерии: 2010/11

«Панатинаикос»
- Обладатель Кубка Греции: 2013/14